# Molopospermum
Molopospermum es un género de plantas de la familia de las apiáceas. Comprende 3 especies descritas.

## Taxonomía
El género fue descrito por Wilhelm Daniel Joseph Koch y publicado en Nova Acta Physico-medica Academiae Caesareae Leopoldino-Carolinae Naturae Curiosorum Exhibentia Ephemerides sive Observationes Historias et Experimenta 12: 108. 1824. La especie tipo es: Molopospermum peloponnesiacum W.D.J.Koch	 	

## Especies
A continuación se brinda un listado de las especies del género Molopospermum aceptadas hasta septiembre de 2012, ordenadas alfabéticamente. Para cada una se indica el nombre binomial seguido del autor, abreviado según las convenciones y usos.
- Molopospermum cicutarium DC.
- Molopospermum cicutifolium Bubani
- Molopospermum peloponnesiacum (L.) W.D.J.Koch - cuscullo[3]